# Godsway Donyoh
Godsway Donyoh (Accra, 14 ottobre 1994) è un calciatore ghanese, attaccante dell'Hapoel Hadera.

## Caratteristiche tecniche
Prevalentemente viene schierato come centravanti. Può essere utilizzato anche da ala.

## Carriera
Donyoh iniziò la carriera in Ghana, nel Right to Dream Academy, prima di entrare a far parte del settore giovanile del Manchester City.
Nel novembre 2012 ha svolto un provino con gli svedesi del Djurgården, i quali lo hanno tesserato nel gennaio 2013 in prestito per un anno grazie anche alla collaborazione con il club inglese da poco instaurata. Il prestito non è stato esteso alla stagione 2014 poiché il Manchester City preferiva che il giocatore fosse schierato come punta anziché come ala, mentre il Djurgården non garantiva l'utilizzo in questa posizione.
Donyoh ha iniziato così la stagione 2014 in un altro club svedese, il Falkenberg, anche in questo caso in prestito annuale (16 partite di campionato disputate), accordo poi rinnovato anche per la stagione successiva (13 partite) culminata con la netta retrocessione della squadra in seconda serie.
Il 29 gennaio 2016 si trasferì al club danese del Nordsjælland.

## Palmarès

### Club

#### Competizioni nazionali
- Campionato israeliano: 2

Maccabi Haifa: 2020-2021, 2021-2022
- Coppa di Lega israeliana: 1

Maccabi Haifa: 2021-2022